# Showdown (canción de Electric Light Orchestra)
«Showdown» es una canción del grupo británico Electric Light Orchestra, publicada en el álbum de estudio On the Third Day (1973). La canción fue también publicada como el primer sencillo del álbum.

## Composición y grabación
Aunque «Showdown» fue omitida de la edición británica de On the Third Day, la canción sí fue incluida en la edición estadounidense. Posteriormente, fue incluida en el recopilatorio Showdown. En 2006, la versión remasterizada de On the Third Day incluyó la canción. Durante la grabación, Jeff Lynne tocó la guitarra principal usando la Gibson Firebird de Marc Bolan.
La canción fue también publicada como sencillo, con una versión instrumental de «In Old England Town (Boogie No. 2)» como cara B. La introducción con el moog de la versión editada fue posteriormente incluida en el sencillo de Paul Weller «The Changingman». Grabada en 1972 como tema de apertura de ELO 2, fue una de las dos canciones que incluyó la participación de Roy Wood al chelo y al bajo. Sin embargo, poco después de grabar ambos temas, Wood abandonó la ELO para formar Wizzard. Según Rob Caiger: «Un álbum conceptual titulado The Lost Planet fue al poco tiempo abandonado y las sesiones para el segundo álbum comenzaron en mayo de 1972. Dos nuevas canciones de Lynne, "From the Sun to the World" y "In Old England Town" fueron las primeras grabadas e incluyeron a Wood al bajo y al cello, pero en menos de un mes, el cofundador de la ELO abandonó el grupo».
En 2012, Lynne regrabó la canción y publicó una nueva versión en Mr. Blue Sky: The Very Best of Electric Light Orchestra, un recopilatorio con regrabaciones de canciones de la ELO.

## Posición en listas
| País           | Lista                   | Posición |
| -------------- | ----------------------- | -------- |
| Canadá         | RPM Top Singles         | 47       |
| Países Bajos   | Dutch Top 40            | 28       |
| Noruega        | VG-lista                | 9        |
| Reino Unido    | UK Singles Chart        | 12       |
| Estados Unidos | Billboard Hot 100       | 53       |
| Estados Unidos | Cashbox Top 100 Singles | 51       |